# 樹洛干
樹洛干（394年—417年），谥号武王，為4－6世紀建立之吐谷渾第八任統治者，他為视罴的儿子、烏紇提侄子，承襲烏紇提擔任首領，在位期間為406年-417年。
405年，其叔烏紇提卒，他率领部落数千户保莫何川（今青海贵德西莫渠沟河一带），自称大都督、车骑大将军、大单于、吐谷浑王，又号戊寅可汗。轻徭薄赋，赏罚分明，于是吐谷浑复兴。沙漒（今甘肃洮水以西地）诸部莫不归附。史称英武，威震梁益，称霸西戎，有“远朝天子”之志。411年二月，北伐南凉，击败其太子秃发虎台，攻取浇河（今青海贵德）。势盛，为西秦所忌惮。412年，吐谷浑别部阿若干在赤水（今甘肃岷县东北）被西秦乞伏炽磐击败，归降，拜平狄将军、赤水都护。413年在浇河被乞伏智达击败。417年，弟弟阿豺被西秦安东将军乞伏木奕干击败，他退到白兰（今青海都兰、巴隆一带）郁郁而终。

## 子
- 拾虔，世子[1]，树洛干临终，舍弃拾虔以弟阿豺即位[2]
- 拾寅，452年—481年为吐谷浑首领
- 拾归[3]
- 拾皮，泰始五年（469年）宋明帝以他为平西将军、金城公[4]。